# Diecezja Langres
Diecezja Langres – diecezja Kościoła rzymskokatolickiego w północnej Francji. Powstała w III wieku, jedyna przerwa w jej istnieniu miała miejsce w latach 1801–1822. Przez ogromną większość swojej historii przynależała do metropolii Lyonu. Dopiero w 2002 papież Jan Paweł II przeniósł ją do metropolii Reims. Choć oficjalnie miastem katedralnym jest Langres, na co dzień biskup rezyduje w Chaumont, gdzie znajduje się też bazylika posiadająca, jako jedyna w diecezji, status bazyliki mniejszej.